# Volvo Amazon
La Volvo Amazon è una vettura di medio/grandi dimensioni introdotto dalla Volvo Personvagnar nel 1956 per completare la gamma, inserendosi al di sopra della PV444. È stata fabbricata in Svezia, nei pressi di Göteborg, nello stabilimento di Torslanda fino al 3 luglio 1970. È stata la prima Volvo a 4 porte con struttura autoportante e la prima ad offrire le cinture di sicurezza anteriori a 3 punti di serie, nel 1959. È stata presentata col nome Amason, nome che derivava dalle guerriere della Mitologia Greca. La Volvo successivamente modificò il nome in Amazon, usando una trascrizione britannica, rimasta in utilizzo fino al 1961 quando la Volvo iniziò ad usare le denominazioni a tre cifre. Il nuovo nome era Volvo serie 120.

## Design
Jan Wilsgaard per il design della Amazon si ispirò principalmente a due modelli: l'Alfa Romeo 1900 e una Kaiser che vide nel porto di Göteborg. Principalmente l'Amazon si caratterizzava per la linea di cintura alta e bombata, le "spalle" larghe e le pinne lievi ma visibili. Queste caratteristiche ispirarono Peter Horbury nella progettazione della Volvo V70.

## Station Wagon

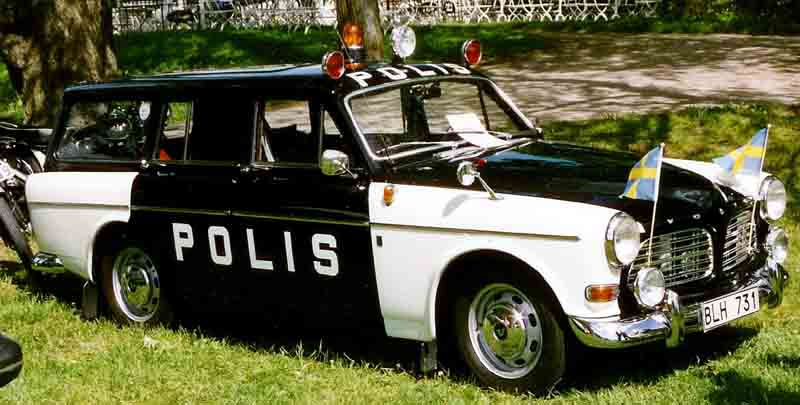
Amazon Estate della Polizia Svedese

La versione Station wagon della Amazon è stata presentata allo Stockholm Auto Show del 1962 ed è stata prodotta fino al 1969 in 73.000 esemplari. Aveva il portellone posteriore diviso in due parti: quella superiore si apriva a libro e quella inferiore si ribaltava verso il basso, offrendo una superficie di carico maggiore, e permettendo lo stivaggio di oggetti lunghi e ingombranti. Quando si abbassava la ribaltina la targa rimaneva visibile, poiché si ripiegava. Questa soluzione è stata adottata anche dalla Subaru Baja.

## Gamma

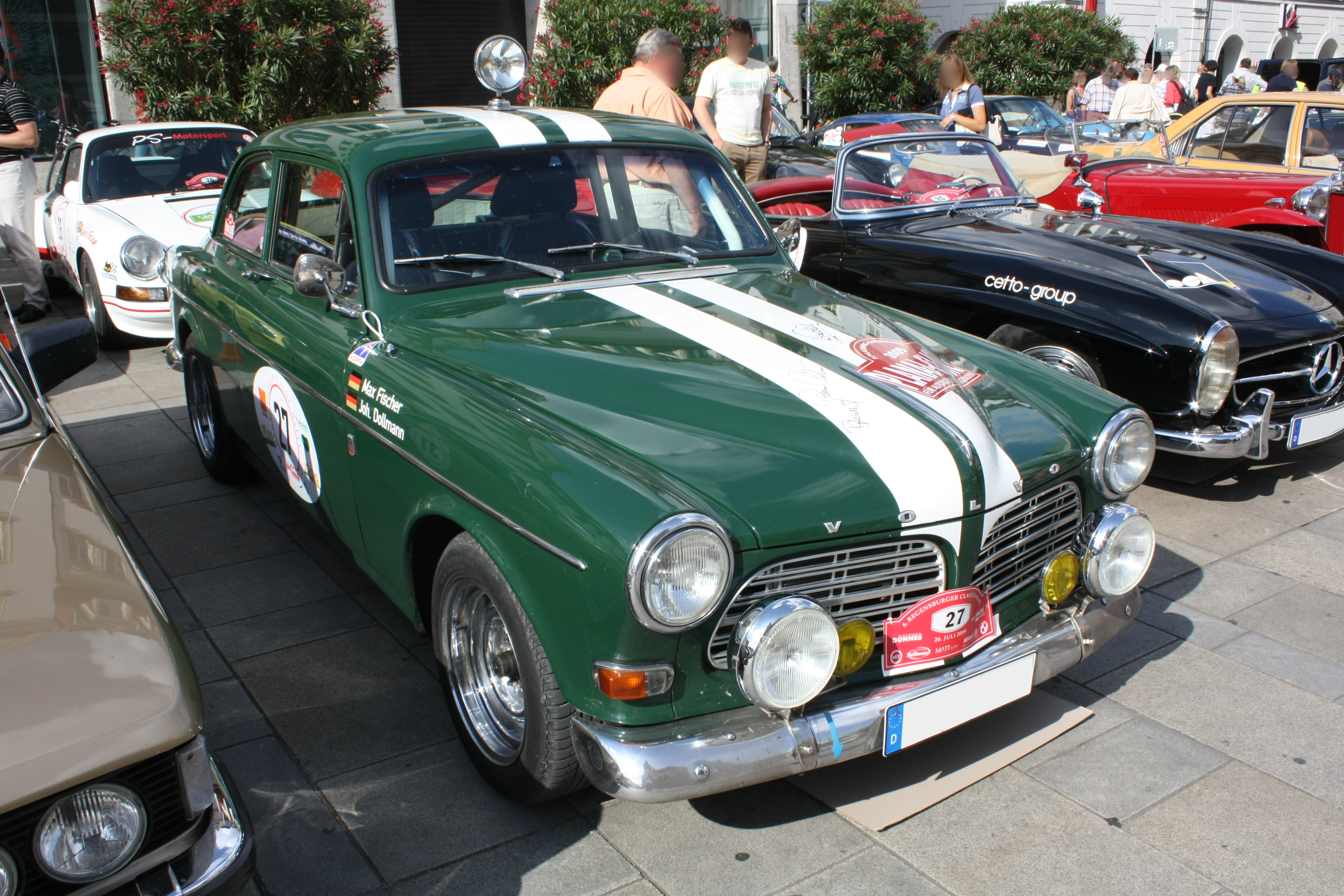
La Volvo 123 GT

La Volvo Amazon fu la prima Volvo ad usare il sistema di denominazione a tre cifre. Però in patria si chiamò sempre Amazon, mentre la denominazione a tre cifre veniva usata nell'Europa continentale poiché il nome Amazon era già stato registrato dalla fabbrica di motocicli tedesca Kreidler.
- Volvo 121: la prima a debuttare, montava il motore B16 da 1580 cm³ e 60cv, abbinato ad un cambio manuale a 3 marce. Nell'Agosto 1961 fu sostituito dal motore B18 da 1778 cm³ e 68cv, che derivava dal B16 (75 Cv dal 1966).
- Volvo 122S: introdotta nel 1958, era la versione sportiva della 121. Montava il motore B16 con due carburatori che forniva 76cv. Dal 1961 al 1968 monterà il motore B18 con potenza da 80 a 90 Cv; al termine della produzione sarà equipaggiata col B20 1986 cm³ e 100 Cv.
- Volvo Amazon Favorit: debuttò nel 1966, quando la PV544 uscì di produzione. Era la versione semplificata della 121.
- Volvo 123GT: la versione più sportiva delle Amazon uscì nel 1967 e montava il motore B18 da 96 cv della P1800. Si differenziava dalle altre versioni per la dotazione di serie piuttosto ricca, di serie aveva: fari fendinebbia, volante sportivo e sedili totalmente reclinabili. Dal 1968 sarà equipaggiata con il motore B20 da 100 Cv.

## Attività sportiva
A metà degli anni '60 l'azienda inglese Ruddspeed iniziò la vendita di kit di potenziamento per le Volvo Amazon.Queste vetture a prestazioni incrementate, secondo i vari kit, vennero usate normalmente su strada, oppure impiegate in diverse competizioni sportive sia su pista che sui percorsi rallistici, ottenendo numerose vittorie e piazzamenti in eventi prestigiosi.

## Motori

### B16
| Motore B16           | B16A                 | B16B                 |
| -------------------- | -------------------- | -------------------- |
| Alesaggio            | 79,37 mm             | 79,37 mm             |
| Corsa                | 80 mm                | 80 mm                |
| Cilindrata           | 1583 cm³             | 1583 cm³             |
| Compressione         | 7,4:1                | 8,2:1                |
| Alimentazione        | Un carb. Zenith 34VN | Due carb. SU H4      |
| Potenza              | 60cv a 4.500 g/min   | 76cv a 5.500 g/min   |
| Coppia               | 110 Nm a 2,500 g/min | 118 Nm a 3.000 g/min |
| Motore utilizzato in | 121                  | 122S                 |
| Periodo              | da 9/56 a 7/61       | da 3/58 a 7/61       |

### B18
| Motore B18           | B18A type 1          | B18A type 2                         | B18B                 | B18D type 1          | B18D type 2          | B18D type 3          |
| -------------------- | -------------------- | ----------------------------------- | -------------------- | -------------------- | -------------------- | -------------------- |
| Alesaggio            | 84.14 mm             | 84.14 mm                            | 84.14 mm             | 84.14 mm             | 84.14 mm             | 84.14 mm             |
| Corsa                | 80 mm                | 80 mm                               | 80 mm                | 80 mm                | 80 mm                | 80 mm                |
| Cilindrata           | 1778 cm³             | 1778 cm³                            | 1778 cm³             | 1778 cm³             | 1778 cm³             | 1778 cm³             |
| Compressione         | 8,5:1                | 8,7:1                               | 10,1:1               | 8,5:1                | 8,7:1                | 8,7:1                |
| Alimentazione        | Un carb. Zenith 36VN | Un carb. Zenith-Stromberg 175 CD(S) | Due carb. SU HS6     | Due carb. SU HS6     | Due carb. SU HS6     | Due carb. SU HS6     |
| Potenza              | 68cv a 4.500 g/min   | 75cv a 5.000 g/min                  | 96cv a 6.000 g/min   | 80cv a 5.000 g/min   | 86cv a 5.400 g/min   | 90cv a 5.700 g/min   |
| Coppia               | 137 Nm a 2.800 g/min | 146 Nm a 3.000 g/min                | 150 Nm a 3.600 g/min | 142 Nm a 3.500 g/min | 145 Nm a 3.800 g/min | 146 Nm a 3.500 g/min |
| Motore utilizzato in | 121                  | 121                                 | 123GT                | 122S                 | 122S                 | 122S                 |
| Periodo              | da 8/61 a 07/66      | da 8/66 a 7/68                      | da 8/67 a 7/68       | da 8/61 a 7/65       | da 8/65 a 7/66       | da 8/66 a 8/68       |

### B20
| Motore B20           | B20A                                  | B20B                 |
| -------------------- | ------------------------------------- | -------------------- |
| Alesaggio            | 88.9 mm                               | 88.9 mm              |
| Corsa                | 80 mm                                 | 80 mm                |
| Cilindrata           | 1986 cm³                              | 1986 cm³             |
| Compressione         | 8,7:1                                 | 9,5:1                |
| Alimentazione        | Un carb. Zenith-Stromberg 175 CD-2 SE | Due carb. SU HS6     |
| Potenza              | 82cv a 4,700 g/min                    | 100cv a 5,500 g/min  |
| Coppia               | 161 Nm a 3.000 g/min                  | 167 Nm a 3,500 g/min |
| Motore utilizzato in | 121                                   | 122 S/123 GT         |
| Periodo              | da 8/68 a 7/70                        | da 8/68 a 8/70       |